# Dick Martin
Pour les articles homonymes, voir Dick Martin (homonymie).
Dick Martin est un acteur, réalisateur et producteur américain né le 30 janvier 1922 à Battle Creek, Michigan (États-Unis) et mort le 24 mai 2008 à Santa Monica en Californie des suites d'une maladie pulmonaire.

## Biographie

### comme acteur
- 1951 : Allons donc, papa ! (Father's Little Dividend) : Man holding baby Stanley at Christening
- 1958 : Once Upon a Horse... : Doc Logan
- 1966 : La Blonde défie le FBI (The Glass Bottom Boat) : Zack Molloy
- 1966 : The Dean Martin Summer Show (série télévisée) : Host (1966)
- 1967 : The Rowan & Martin's Laugh-In Pilot Special (TV) : Host\Himself
- 1968 : Rowan & Martin's Laugh-In : Host\Himself
- 1969 : The Dinah Shore Special: Like Hep (TV) : Cast
- 1969 : The Maltese Bippy : Ernest Grey
- 1978 : Zero to Sixty : Arthur Dunking
- 1981 : Carbon Copy : Victor Bard
- 1992 : North of Pittsburgh : Irving Kent III
- 1998 : Air Bud 2 (Air Bud: Golden Receiver) : Phil Phil
- 2000 : Mon ami Sam (The Trial of Old Drum) (TV) : Mayor Meyers
- 2001 : Bartleby : The Mayor

### comme réalisateur
- 2001 : The Nightclub Years (TV)
- 1979 : Archie Bunker's Place (en) (série télévisée)
- 1979 : House Calls (série télévisée)
- 1982 : Sacrée Famille ("Family Ties") (série télévisée)
- 1986 : The Redd Foxx Show (série télévisée)
- 1986 : Mr. Gun ("Sledge Hammer!") (série télévisée)
- 1988 : Dans la chaleur de la nuit ("In the Heat of the Night") (série télévisée)
- 1990 : The Bradys (en) (série télévisée)
- 1991 : Drexell's Class (série télévisée)
- 1991 : The Bob Newhart Show 19th Anniversary Special (TV)
- 1992 : Bob (série télévisée)

### comme producteur
- 1968 : Rowan & Martin's Laugh-In